# 銅紫荊星章
銅紫荊星章（英語：Bronze Bauhinia Star，縮寫BBS）是香港授勳及嘉獎制度下的其中一種勳章，頒授予長期服務社會並有傑出表現的人士。自1998年起開始頒授。與銀紫荊星章比較，獲授銅紫荊星章的人士所提供的服務比較局限於個別範疇或方式。

## 授勳名單

### 1998年
- 王海國教授，BBS，JP
- 仇振輝先生，BBS，JP
- 王梁錦珊女士，BBS
- 司徒阮明瑄女士，BBS
- 吳仕福先生，BBS，JP
- 吳思遠先生，BBS
- 李連生先生，BBS
- 吳彭年先生，BBS
- 何喜華先生，BBS
- 李嘯天先生，BBS
- 李樹榮博士，BBS，JP
- 邱次輝先生，BBS
- 周孫方中女士，BBS，JP
- 胡經昌先生，BBS
- 徐思明先生，BBS，JP
- 侯瑞培先生，BBS
- 陳東先生，BBS，JP
- 陳家駒先生，BBS，JP
- 陳國華先生，BBS
- 陳黃穗女士，BBS，JP
- 麥隆禮博士，BBS，JP（Dr. Andrew William MALONE, B.B.S., J.P.）
- 陳銳麟先生，BBS
- 陳錦文先生，BBS，JP
- 梁鑑雄先生，BBS
- 華東尼教授，BBS（Professor Anthony WALKER, B.B.S.）
- 湯國華先生，BBS
- 黃游倩如女士，BBS，JP
- 華德斯博士，BBS（Dr. Deric Daniel WATERS, B.B.S.）
- 潘承梓先生，BBS，JP
- 戴希立先生，BBS，JP
- 戴潘靜常女士，BBS，JP
- 關定輝先生，BBS，JP
- 蘇恩立先生，BBS，JP
- 顧嘉煇先生，BBS

### 1999年
- 文樓先生，BBS
- 李國樑先生，BBS，JP
- 杜國威先生，BBS
- 杜國鎏先生，BBS，JP
- 周湘農先生，BBS
- 邵公全博士，BBS
- 范錦平先生，BBS，JP
- 孫大倫先生，BBS
- 容正達先生，BBS
- 栢立恆先生，BBS（Mr. Russell John BLACK, B.B.S.）
- 曹誠淵先生，BBS
- 梁剛銳先生，BBS，JP
- 梁黃文璿女士，BBS，JP
- 莊悅祿先生，BBS
- 郭國全先生，BBS，JP
- 郭賦力先生，BBS，JP（Mr. Nicholas CRAWFORD, B.B.S., J.P.）
- 陳永傑先生，BBS，JP
- 陳流芳先生，BBS，JP
- 陳遠華先生，BBS
- 陳熹先生，BBS
- 黃家樂先生，BBS（Mr. James Henry WALKER, B.B.S.）
- 鄒嘉彥教授，BBS
- 靳埭強先生，BBS
- 廖湯慧靄女士，BBS
- 蒲祿祺先生，BBS，JP（Mr. Charles Nicholas BROOKE, B.B.S., J.P.）
- 歐陽成潮先生，BBS
- 蔡根培先生，BBS，JP
- 蔡張杭仙女士，BBS，JP
- 鄧寶匡先生，BBS
- 戴禮義博士，BBS，JP
- 謝德文先生，BBS
- 簡松年先生，BBS
- 區義國先生，BBS（Mr. Robert Charles ALLCOCK, B.B.S.）

### 2000年
- 林偉強先生，BBS，JP
- 田北辰先生，BBS，JP
- 石丹理教授，BBS，JP
- 朱楊珀瑜女士，BBS，JP
- 李頌熹先生，BBS，JP
- 高鑑泉先生，BBS，JP
- 梁乃江教授，BBS，JP
- 陳家樂先生，BBS，JP
- 賀達理教授，BBS，JP（Professor Anthony Johnson HEDLEY, B.B.S., J.P.）
- 黃紹倫教授，BBS，JP
- 葉約德女士，BBS，JP
- 葉迪奇先生，BBS，JP
- 葉國忠先生，BBS，JP
- 鄧日燊先生，BBS，JP
- 譚萬鈞博士，BBS，JP
- 吳多泰博士，BBS
- 李佐雄先生，BBS
- 李秀恆博士，BBS
- 李宗德先生，BBS
- 冼玉儀博士，BBS
- 侯叔祺先生，BBS
- 洪清源先生，BBS
- 計佑銘先生，BBS
- 胡珠先生，BBS
- 高啟新先生，BBS（Mr. James Stephen COOKSON, B.B.S.）
- 區永熙先生，BBS
- 區煒洪先生，BBS
- 梁王秋霞女士，BBS
- 盛榮宗先生，BBS
- 莫偉龍先生，BBS（Mr. Vernon Francis MOORE, B.B.S.）
- 陳偉南先生，BBS
- 陳淑薇女士，BBS
- 陳觀衛先生，BBS
- 彭祖灝先生，BBS
- 馮漢源博士，BBS
- 馮咏聰先生，BBS
- 黃桂洲先生，BBS
- 黃國礎先生，BBS
- 黃達昇先生，BBS
- 黃肇元先生，BBS
- 雷張慎佳女士，BBS
- 雷羅慧洪女士，BBS
- 劉宇新先生，BBS
- 黎國棟先生，BBS
- 蕭曾鳳群女士，BBS
- 龐信先生，BBS（Mr. Richard PONTZIOUS, B.B.S.）
- 羅叔清先生，BBS

### 2001年
- 楊耀忠議員，BBS
- 丁毓珠女士，BBS，JP
- 呂孝端先生，BBS，JP
- 沈秉韶醫生，BBS，JP
- 林濬先生，BBS，JP
- 高傑博先生，BBS，JP（Mr. Anthony Geoffrey COOPER, B.B.S., J.P.）
- 張炳良博士，BBS，JP
- 梁國輝博士，BBS，JP
- 湯啟康先生，BBS，JP
- 黃景強博士，BBS，JP
- 趙汝熙先生，BBS，JP
- 劉文煒先生，BBS，JP
- 劉漢華先生，BBS，JP
- 龐創先生，BBS，JP
- 蘇周艷屏女士，BBS，JP
- 蘇信先生，BBS，JP（Mr. Elmo Charles D'SOUZA, B.B.S., J.P.）
- 王忠桐先生，BBS
- 王家衛先生，BBS
- 朱家欣先生，BBS
- 李張慧美女士，BBS
- 杜大偉先生，BBS（Mr. David DODWELL, B.B.S.）
- 招楊淑貞女士，BBS
- 胡秀英教授，BBS
- 韋靄德先生，BBS（Mr. Michael Barrie WILDE, B.B.S.）
- 唐學元先生，BBS
- 夏安麗女士，BBS（Mrs. Johanna K. J. ARCULLI, B.B.S.）
- 捷成漢先生，BBS（Mr. Hans Michael JEBSEN, B.B.S.）
- 梁豐順先生，BBS
- 梅履善先生，BBS（Mr. David J. MORRIS, B.B.S.）
- 郭錫鈞先生，BBS
- 陳光先生，BBS
- 陳志堅先生，BBS
- 陳維信先生，BBS
- 陳錦靈先生，BBS
- 麥陳尹玲女士，BBS
- 費明儀女士，BBS
- 楊世彭博士，BBS
- 葉振開先生，BBS
- 談靈鈞先生，BBS
- 鄧光榮先生，BBS
- 蕭鳳霞教授，BBS
- 韓敬善法官，BBS（His Honour Judge Richard Neville HAWKES, B.B.S.）
- 關之義先生，BBS

### 2002年
- 脫志賢先生，BBS
- 趙鎮東先生，BBS
- 周奕希先生，BBS
- 梁庭先生，BBS
- 伍達倫博士，BBS，JP
- 李崇德先生，BBS，JP
- 李敬志先生，BBS，JP
- 周寶煌醫生，BBS，JP
- 夏挺賢先生，BBS，JP（Mr. Roger Grange HARDING, B.B.S., J.P.）
- 梁省德女士，BBS，JP
- 陳阮德徽博士，BBS，JP
- 曾文青先生，BBS，JP
- 溫文儀先生，BBS，JP
- 葉慶忠先生，BBS，JP
- 歐鏡源先生，BBS，JP
- 盧文端先生，BBS，JP
- 蕭婉嫦女士，BBS，JP
- 譚榮根博士，BBS，JP
- 蘇天安醫生，BBS，JP
- 蘇開鵬先生，BBS，JP
- 文富穩先生，BBS
- 曹宏威教授，BBS
- 白禮賢先生，BBS（Mr. Paul Richard BAILEY, B.B.S.）
- 伍偉傑先生，BBS
- 李光先生，BBS
- 李安國教授，BBS
- 李國強先生，BBS
- 李頌基醫生，BBS
- 沈玉群女士，BBS
- 沈廣河先生，BBS
- 周振基先生，BBS
- 胡偉民先生，BBS
- 容超雄先生，BBS
- 張百康先生，BBS
- 陸達權先生，BBS
- 麥理思先生，BBS（Mr. George Colin MAGNUS, B.B.S.）
- 彭冲先生，BBS
- 馮慶鏘先生，BBS
- 黃清蔚先生，BBS
- 黃戴偉賢女士，BBS
- 楊執庸教授，BBS
- 葉樹林先生，BBS
- 劉振星先生，BBS
- 鮑德熹先生，BBS
- 鍾景輝先生，BBS
- 羅景雲先生，BBS

### 2003年
- 湯恩佳博士，BBS
- 陳若瑟先生，BBS
- 王敏剛先生，BBS，JP
- 司徒偉先生，BBS，JP（Mr. Raj Sital MOTWANI, B.B.S., J.P.）
- 何安妮女士，BBS，MH，JP
- 李慶煇先生，BBS，JP
- 周君廉博士，BBS，JP
- 胡偉民先生，BBS，JP
- 徐尉玲女士，BBS，JP
- 梁天培教授，BBS，JP
- 陳普芬博士，BBS，JP
- 鄭曹志安女士，BBS，JP
- 蕭威林先生，BBS，JP
- 盧志強醫生，BBS
- 尹德勝先生，BBS
- 方召麐博士，BBS
- 王嚴君琴女士，BBS
- 西崎崇子女士，BBS（Ms. Takako NISHIZAKI, B.B.S.）
- 何榮高先生，BBS
- 吳方笑薇女士，BBS
- 李劉慧珠女士，BBS
- 李潔儀女士，BBS
- 李麗珊博士，BBS
- 李寶幹先生，BBS
- 周鎮邦醫生，BBS
- 林淑儀女士，BBS
- 施祥鵬先生，BBS
- 胡金燕女士，BBS
- 夏迪先生，BBS（Mr. Erwin A. HARDY, B.B.S.）
- 夏禮德先生，BBS（Mr. Peter Ernest HALLIDAY, B.B.S.）
- 馬介璋先生，BBS
- 馬澄發先生，BBS
- 馬鴻銘先生，BBS
- 張伯陶先生，BBS
- 張景豐先生，BBS
- 許招賢先生，BBS
- 陳伯呀先生，BBS
- 陳克先生，BBS
- 陳耀星先生，BBS
- 楊梁燕芳博士，BBS[註 1]
- 葉若林先生，BBS
- 潘樂陶先生，BBS
- 鄭耀剛先生，BBS
- 譚立仁先生，BBS

### 2004年
- 李鳳英議員，BBS，JP
- 陳振彬先生，BBS，JP
- 尹志強先生，BBS，JP
- 王紹爾先生，BBS，JP
- 左偉國醫生，BBS，JP
- 吳水麗先生，BBS，JP
- 李漢城先生，BBS，JP
- 周永成先生，BBS，JP
- 林和起先生，BBS，JP
- 林菲臘先生，BBS，JP（Mr. Philip Trevor NUNN, B.B.S., J.P.）
- 林薇玲醫生，BBS，JP
- 許德先生，BBS，JP（Mr. Anthony Martin HEIGHT, B.B.S., J.P.）
- 郭大偉博士，BBS，JP（Dr. David George CLARKE, B.B.S., J.P.）
- 陳永生先生，BBS，JP
- 陸觀豪先生，BBS，JP
- 黃玉山教授，BBS，JP
- 黃振韶先生，BBS，JP
- 楊港興先生，BBS，JP
- 溫麗友女士，BBS，JP
- 趙世存先生，BBS，JP
- 齊銥教授，BBS，JP
- 潘存恩博士，BBS，JP
- 蔡淑娟女士，BBS，JP
- 鄧桂能先生，BBS，JP
- 賴錫璋先生，BBS，JP
- 鍾麗幗女士，BBS，JP
- 鍾偉平先生，BBS，MH
- 袁士傑先生，BBS，MH
- 游俊英先生，BBS
- 尹廣霖先生，BBS
- 毛俊輝先生，BBS
- 王賜豪醫生，BBS
- 司徒永康醫生，BBS
- 任燕珍醫生，BBS
- 何建宗教授，BBS
- 吳永祥先生，BBS
- 吳宇森先生，BBS
- 吳祖南博士，BBS
- 吳漢良先生，BBS
- 佰利先生，BBS（Mr. Nigel Philip BURLEY, B.B.S.）
- 林貴昌先生，BBS
- 林學甫先生，BBS
- 韋以安先生，BBS（Mr. Ian Francis WADE, B.B.S.）
- 張晴雲先生，BBS
- 曹王敏賢博士，BBS
- 畢嘉霖醫生，BBS（Dr. Thomas Anthony BUCKLEY, B.B.S.）
- 陳肖齡女士，BBS
- 陸趙鈞鴻博士，BBS
- 傅俊康先生，BBS
- 曾艾壯醫生，BBS
- 黃永剛先生，BBS
- 黃定光先生，BBS
- 楊超成先生，BBS
- 葉肇和先生，BBS
- 劉國康先生，BBS
- 劉紹鈞教授，BBS
- 談兆麟教授，BBS
- 黎果先生，BBS（Mr. Georges LEGROS, B.B.S.）
- 盧永雄先生，BBS
- 閻惠昌先生，BBS
- 戴東嶽先生，BBS
- 鍾華楠先生，BBS
- 鍾業華教授，BBS

### 2005年
- 黃英豪先生，BBS，JP
- 馬月霞女士，BBS，MH
- 伍步謙博士，BBS，JP
- 余錦基先生，BBS，JP
- 李思泌博士，BBS，JP
- 范佐浩先生，BBS，JP
- 范耀鈞教授，BBS，JP
- 馬清煜先生，BBS，JP
- 郭鍵勳博士，BBS，JP
- 陳玉樹教授，BBS，JP
- 陳品松先生，BBS，JP
- 陳清霞女士，BBS，JP
- 麥建琳先生，BBS，JP
- 蔡志華先生，BBS，JP
- 鄭陳靜玲女士，BBS，JP
- 黎時煖先生，BBS，JP
- 盧景文教授，BBS，JP
- 邊陳之娟女士，BBS，JP
- 釋智慧法師，BBS
- 王　坤先生，BBS，MH
- 周演森先生，BBS，MH
- 梁中昀先生，BBS，MH
- 丘世仁先生，BBS
- 吳能明先生，BBS
- 李文俊先生，BBS
- 林家聲先生，BBS
- 洪祖星先生，BBS
- 洪熾排先生，BBS
- 陳永堅先生，BBS
- 陳亨利先生，BBS
- 陳榮燦先生，BBS
- 陳耀莊先生，BBS
- 麥禮諾先生，BBS（Mr. Harry MACLEOD, B.B.S.）
- 馮陳秋敏女士，BBS
- 楊志紅女士，BBS
- 楊革新先生，BBS
- 劉唯邁博士，BBS
- 謝德富醫生，BBS

### 2006年
- 邱浩波先生，BBS，MH，JP
- 左陳翠玉女士，BBS，JP
- 成小澄博士，BBS，JP
- 吳朱蓮芬女士，BBS，JP
- 林大輝先生，BBS，JP
- 孫啟烈先生，BBS，JP
- 馬登夫人，BBS，JP（Mrs. Anne MARDEN, B.B.S., J.P.）
- 許湧鐘先生，BBS，JP
- 陳章明教授，BBS，JP
- 馮光中先生，BBS，JP
- 葉華先生，BBS，JP
- 蔡克剛先生，BBS，JP
- 鄭若驊女士，BBS，SC，JP
- 羅榮生先生，BBS，JP
- 邱全先生，BBS，MH
- 張伙泰先生，BBS，MH
- 潘發林先生，BBS，MH
- 蘇西智先生，BBS，MH
- 王金殿博士，BBS
- 朱松勝先生，BBS，MH
- 李廣林先生，BBS，MH
- 勞國雄先生，BBS，MH
- 文瑞康先生，BBS（Mr. Suresh MANSUKHANI, B.B.S.）
- 王定一先生，BBS
- 包陪麗女士，BBS
- 石漢基先生，BBS
- 朱嘉樂先生，BBS
- 江啟明先生，BBS
- 李何玉卿女士，BBS
- 李葉慧璣女士，BBS
- 杜祖貽教授，BBS
- 杜偉強先生，BBS
- 周湛樵先生，BBS
- 周融先生，BBS
- 孫德基先生，BBS
- 郭慶偉先生，BBS，SC
- 陳純潔女士，BBS
- 陳偉明先生，BBS
- 陳萃菁女士，BBS
- 麥國華先生，BBS
- 勞士施羅孚先生，BBS（Mr. Rusy Motabhoy SHROFF, B.B.S.）
- 湯永成先生，BBS
- 馮馬潔嫻女士，BBS
- 黃國健先生，BBS
- 黃樹德醫生，BBS
- 劉小康先生，BBS
- 黎業祥先生，BBS

### 2007年
- 蔡冠深博士，BBS，JP
- 陳特楚先生，BBS，MH，JP
- 李耀斌先生，BBS，MH，JP
- 陳小玲女士，BBS，MH，JP
- 余嘯天先生，BBS，JP
- 李振強先生，BBS，JP
- 李慧賢女士，BBS，JP
- 狄志遠先生，BBS，JP
- 林國昌先生，BBS，JP
- 陳子政先生，BBS，JP
- 陳鎮仁先生，BBS，JP
- 麥建華博士，BBS，JP
- 黃啟民先生，BBS，JP
- 溫嘉旋先生，BBS，JP
- 劉惠靈牧師，BBS，JP
- 盧瑞安先生，BBS，JP
- 譚權壯先生，BBS，JP
- 簡志豪先生，BBS，MH
- 成元興先生，BBS，MH
- 凌劉月芬女士，BBS，MH
- 梁英標先生，BBS，MH
- 高譚根先生，BBS
- 王錦輝先生，BBS，MH
- 余潤興先生，BBS，MH
- 黃金寶先生，BBS，MH
- 楊貫一先生，BBS，MH
- 王仁曼女士，BBS
- 王祖耀醫生，BBS
- 王無邪先生，BBS
- 孟顧迪安女士，BBS
- 林喜松先生，BBS
- 馬羅道韞女士，BBS
- 張明波先生，BBS
- 陳早標先生，BBS
- 陳復禮先生，BBS
- 陳智才先生，BBS
- 陳爵先生，BBS
- 彭國林先生，BBS
- 曾健和先生，BBS
- 黃信生先生，BBS
- 黃富榮先生，BBS
- 楊健明教授，BBS
- 劉金國先生，BBS
- 蔡梁婉薇女士，BBS
- 謝俊興先生，BBS
- 譚沛渲先生，BBS

### 2008年
- 湯偉奇先生，BBS，MH
- 阮曾媛琪教授，BBS，JP
- 周卓如先生，BBS，JP
- 林正財醫生，BBS，JP
- 高永文醫生，BBS，JP
- 梁馮令儀醫生，BBS，JP
- 郭琳廣先生，BBS，JP
- 陳聖澤先生，BBS，JP
- 陳韻雲女士，BBS，JP
- 彭長緯先生，BBS，JP
- 黃松泉先生，BBS，JP
- 雷添良先生，BBS，JP
- 趙德麟博士，BBS，JP
- 鄭樹明先生，BBS，JP
- 蘇碧嫺醫生，BBS，JP
- 成漢強先生，BBS，MH
- 李志峰先生，BBS，MH
- 梁芙詠女士，BBS，MH
- 李歡先生，BBS，MH
- 貝鈞奇先生，BBS，MH
- 高錦祥先生，BBS，MH
- 祁文慧德女士，BBS（Ms. Alison CABRELLI, B.B.S.）
- 王家龍先生，BBS
- 王麗珍女士，BBS
- 李定國先生，BBS，SC（Mr. John Richard READING, B.B.S., S.C.）
- 林樊潔芳女士，BBS
- 韋理智先生，BBS（Mr. Kevin Anthony WESTLEY, B.B.S.）
- 張成雄先生，BBS
- 梁黃勵女士，BBS
- 梁駿豪先生，BBS
- 莊學海先生，BBS
- 郭利民先生，BBS（Uncle Ray CORDEIRO, B.B.S.）
- 陳黃儀卿女士，BBS
- 陳增輝博士，BBS
- 麥倩屏醫生，BBS
- 傅金女女士，BBS
- 楊純駒先生，BBS
- 葉中敏女士，BBS
- 劉陳小寶女士，BBS
- 鄧燕群女士，BBS
- 黎顯華先生，BBS
- 薛棟先生，BBS
- 鍾悟思先生，BBS（Mr. Gordon William Ewing JONES, B.B.S.）
- 饒美蛟教授，BBS
- 顧建舟先生，BBS

### 2009年
- 孫啟昌先生，BBS，MH，JP
- 江焯開先生，BBS，MH，JP
- 李國英先生，BBS，MH，JP
- 許宗盛先生，BBS，MH，JP
- 劉展灝先生，BBS，MH，JP
- 盧偉國博士，BBS，MH，JP
- 鍾樹根先生，BBS，MH，JP
- 方和先生，BBS，JP
- 方敏生女士，BBS，JP
- 吳恒廣先生，BBS，JP
- 呂慧瑜女士，BBS，JP
- 張仁良教授，BBS，JP
- 梁永祥先生，BBS，JP
- 陳麥潔玲女士，BBS，JP
- 陳錦祥先生，BBS，JP
- 溫悅球先生，BBS，JP
- 劉志宏博士，BBS，JP
- 潘國濂先生，BBS，JP
- 鄭文耀先生，BBS，JP
- 賴福明醫生，BBS，JP
- 關柏林先生，BBS，JP
- Mr. Motwani Kewalram SITAL，BBS，JP
- 吳萬強先生，BBS，MH
- 周玉堂先生，BBS，MH
- 莫錦貴先生，BBS
- 高威林先生，BBS，MH
- 陳浩才先生，BBS，MH
- 黃權威先生，BBS，MH
- 黎明先生，BBS，MH
- 白從善先生，BBS（Mr. Charles William Cairns BARR, B.B.S.）
- 李榮先生，BBS
- 狄靳詩雅女士，BBS（Ms. Nilmini DISSANAYAKE, B.B.S.）
- 周廖鳳儀女士，BBS
- 孫淑儀女士，BBS
- 馬清鏗先生，BBS
- 許誠毅先生，BBS
- 許學之先生，BBS
- 郭羅桂珍女士，BBS
- 趙莉莉醫生，BBS
- 劉少榮先生，BBS
- 歐陽桂慧敏女士，BBS
- 蕭世和先生，BBS
- 顏顏寶鈴女士，BBS

### 2010年
- 李應生先生，BBS，MH，JP
- 周轉香女士，BBS，MH，JP
- 高寶齡女士，BBS，MH，JP
- 黃戊娣女士，BBS，MH，JP
- 鄧楊詠曼女士，BBS，MH，JP
- 黎樹濠先生，BBS，MH，JP
- 王球安先生，BBS，JP
- 何耀華博士，BBS，JP
- 吳家光先生，BBS，JP
- 高彥鳴教授，BBS，JP
- 陳任慧芬女士，BBS，JP
- 彭景良先生，BBS，JP
- 黃龍德博士，BBS，JP
- 葉滿華先生，BBS，JP
- 趙曾學韞博士，BBS，JP
- 鄧滿祥先生，BBS，JP
- 黎葉寶萍女士，BBS，JP
- 鄭琴淵女士，BBS，MH
- 陳國旗先生，BBS
- 劉天生先生，BBS
- 林志傑醫生，BBS，MH
- 區潔名先生，BBS，MH
- 黎志棠先生，BBS，MH
- 廖志強先生，BBS
- 尹慶源先生，BBS
- 江素惠女士，BBS
- 何志豪先生，BBS
- 李三元先生，BBS
- 李文達先生，BBS
- 李何詠雯女士，BBS
- 周安達源先生，BBS
- 張明敏先生，BBS
- 許佳陵先生，BBS
- 陳景祥先生，BBS
- 陸貽信先生，BBS，SC
- 程伯中教授，BBS
- 黃貴權醫生，BBS
- 黃寶蓮女士，BBS
- 劉啟雄先生，BBS
- 劉夢熊博士，BBS[註 2]
- 蔣慶華先生，BBS
- 譚劉美賜女士，BBS

### 2011年
- 孔令成先生，BBS，JP
- 梁志祥先生，BBS，MH，JP
- 余秀珠女士，BBS，MH，JP
- 梁富華先生，BBS，MH，JP
- 葉永成先生，BBS，MH，JP
- 鄧國綱先生，BBS，MH，JP
- 勞月儀女士，BBS，JP
- 方文雄先生，BBS，JP
- 王津先生，BBS，JP
- 何志佳先生，BBS，JP
- 吳啟明先生，BBS，JP
- 李偉民先生，BBS，JP
- 李烱康醫生，BBS，JP
- 李聯偉先生，BBS，JP
- 胡曉明先生，BBS，JP
- 區敬樂先生，BBS，JP（Mr. Edward Thomas O'CONNELL, B.B.S., J.P.）
- 梁玉書先生，BBS，JP
- 郭少明博士，BBS，JP
- 陳仲尼先生，BBS，JP
- 陳念德先生，BBS，JP
- 麥基恩醫生，BBS，JP
- 麥鴻崧先生，BBS，JP
- 黃澤恩博士，BBS，JP
- 楊傳亮先生，BBS，JP
- 溫文隆先生，BBS，JP
- 葉世初先生，BBS，JP
- 劉長珠女士，BBS，JP
- 錢大康教授，BBS，JP
- 鍾志平博士，BBS，JP
- 鍾麥雪梅女士，BBS，JP
- 嚴迅奇先生，BBS，JP
- 龔念祖先生，BBS，JP
- 何厚祥先生，BBS，MH
- 沙意先生，BBS，MH（Mr. Saeed UDDIN, B.B.S., M.H.）
- 沈金康先生，BBS，MH
- 麥潤壽先生，BBS，MH
- 黃均瑜先生，BBS，MH
- 葉惠康博士，BBS，MH
- 劉以鬯教授，BBS，MH
- 盧溫勝先生，BBS
- 譚錫揚先生，BBS
- 王庭聰先生，BBS
- 甘伍麗文女士，BBS
- 呂鈞堯先生，BBS
- 紀慧玲女士，BBS
- 張志剛先生，BBS
- 陳作耘醫生，BBS
- 陳國璋醫生，BBS
- 黃思豪先生，BBS
- 楊金溪先生，BBS
- 楊鑫先生，BBS
- 歐禮義先生，BBS（Mr. James O'NEIL, B.B.S.）
- 蕭孫郁標女士，BBS
- 韓衛明女士，BBS

### 2012年
- 陳健波議員，BBS，JP
- 朱景玄先生，BBS，MH，JP
- 林赤有先生，BBS，MH，JP
- 湛家雄先生，BBS，MH，JP
- 葉振都先生，BBS，MH，JP
- 賴錦璋先生，BBS，MH，JP
- 王明鑫先生，BBS，JP
- 朱黃麗芬女士，BBS，JP
- 吳王依雯女士，BBS，JP
- 阮文海先生，BBS，JP
- 林大慶教授，BBS，JP
- 郭家明先生，BBS，JP
- 陳志球博士，BBS，JP
- 陳㨗貴先生，BBS，JP
- 陳嘉正博士，BBS，JP
- 陳榮濂先生，BBS，JP
- 黃友嘉博士，BBS，JP
- 黃國倫先生，BBS，JP
- 黃耀錦先生，BBS，JP
- 鄭蘊玉女士，BBS，JP
- 鍾嶺海先生，BBS，JP
- 鄺慶業先生，BBS，JP
- 譚鳳儀教授，BBS，JP
- 關海山教授，BBS，JP
- 梁健文先生，BBS，MH
- 侯永昌先生，BBS，MH
- 許嘉灝先生，BBS，MH
- 尹才榜先生，BBS，MH
- 張維醫生，BBS，MH
- 潘兆平先生，BBS，MH
- 蔡德河先生，BBS，MH
- 姚加環先生，BBS
- 熊思方醫生，BBS
- 盧傅偉先生，BBS
- 江達可博士，BBS
- 李德麟先生，BBS
- 施道嘉先生，BBS（Mr. Stuart Mitchell Imrie STOKER, B.B.S.）
- 胡永輝博士，BBS
- 胡永權先生，BBS
- 唐錫波先生，BBS
- 高佩璇女士，BBS
- 張佐華先生，BBS
- 梁定宇先生，BBS
- 許鞍華女士，BBS
- 陳炳釗博士，BBS
- 陳健碩先生，BBS
- 陳增聲教授，BBS
- 馮柏棟先生，BBS，SC
- 馮添枝先生，BBS
- 楊良宜先生，BBS
- 鮑志良先生，BBS
- 謝祥興先生，BBS
- 簡安達先生，BBS（Mr. Jeffrey Ernest GUNTER, B.B.S.）
- 龐盧淑燕女士，BBS
- 羅仁思先生，BBS（Mr. Anthony John LAWRENCE, B.B.S.）
- Mr. Rafael AHARONI，BBS[註 3]

### 2013年
- 王國興議員，BBS，MH
- 吳宏斌博士，BBS，MH
- 陳寧寧女士，BBS，JP
- 郭振華先生，BBS，MH，JP
- 黃金池先生，BBS，MH，JP
- 葉振南先生，BBS，MH，JP
- 劉文文女士，BBS，MH，JP
- 蕭楚基先生，BBS，MH，JP
- 朱燦培先生，BBS，JP
- 李彭廣博士，BBS，JP
- 陳恩強教授，BBS，JP
- 陳潤祥先生，BBS，JP
- 彭玉榮先生，BBS，JP
- 曾錦林先生，BBS，JP
- 黃天祥工程師，BBS，JP
- 葉詠詩女士，BBS，JP
- 劉鳴煒先生，BBS，JP
- 蔡素玉女士，BBS，JP
- 蕭澤宇先生，BBS，JP
- 周潔冰博士，BBS，MH
- 邱帶娣女士，BBS，MH
- 凌文海先生，BBS，MH
- 翁志明先生，BBS，MH
- 陳國添先生，BBS，MH
- 馬慶豐先生，BBS，MH
- 蔣德祥先生，BBS，MH
- 蘇樺偉先生，BBS，MH
- 林銘森先生，BBS
- 畢馬勤先生，BBS（Mr. Malcolm Bruce BEGBIE, B.B.S. ）
- 孔美琪博士，BBS
- 王伯遙先生，BBS
- 伍國基工程師，BBS
- 吳維新先生，BBS
- 李家驊教授，BBS
- 李榮華先生，BBS
- 汪珮明女士，BBS
- 唐文先生，BBS
- 夏勇權先生，BBS
- 張永銳先生，BBS
- 張英才女士，BBS
- 張細恩先生，BBS
- 曹承顯先生，BBS
- 梁寶珠女士，BBS
- 莊成鑫先生，BBS
- 陳文綺慧女士，BBS
- 陳正豪教授，BBS
- 陳餘生先生，BBS
- 馮玉娟女士，BBS
- 馮婉眉女士，BBS
- 鄒自平先生，BBS
- 廖榕就博士，BBS
- 劉大貝博士，BBS
- 劉嘉時女士，BBS
- 潘佩璆醫生，BBS
- 鄭明明女士，BBS
- 謝湧海先生，BBS

### 2014年
- 謝偉銓議員，BBS
- 劉偉榮先生，BBS，JP
- 方平先生，BBS，JP
- 侯傑泰教授，BBS，MH，JP
- 張建良醫生，BBS，MH，JP
- 陳鏡秋先生，BBS，MH，JP
- 黃冠文先生，BBS，MH，JP
- 葉順興女士，BBS，MH，JP
- 鄭錦鐘博士，BBS，MH，JP
- 龍子明先生，BBS，MH，JP
- 王桂壎先生，BBS，JP
- 吳孟冬先生，BBS，JP
- 洪丕正先生，BBS，JP
- 徐偉先生，BBS，JP
- 梁慧芬女士，BBS，JP
- 陳勇先生，BBS，JP
- 陳萬雄博士，BBS，JP
- 馮伯欣先生，BBS，JP
- 黃永灝先生，BBS，JP
- 黃婉霜女士，BBS，JP
- 葉曾翠卿女士，BBS，JP
- 鄒桂昌教授，BBS，JP
- 謝萬誠先生，BBS，JP
- 文春輝先生，BBS，MH
- 李達仁先生，BBS，MH
- 周賢明先生，BBS，MH
- 林建華博士，BBS，MH
- 馬紹良先生，BBS，MH
- 瑪俐亞女士，BBS，MH（Ms. Mariam Maria Cordero BIBI, B.B.S., M.H.）
- 林根蘇先生，BBS
- 葉麗清女士，BBS
- 支志明教授，BBS
- 李翠莎博士，BBS（Dr. Trisha LEAHY, B.B.S.）
- 阮兆輝先生，BBS
- 林奮強先生，BBS
- 區嘯翔先生，BBS
- 陳婉珍博士，BBS
- 陳富強先生，BBS
- 劉宗明先生，BBS
- 樊容佳先生，BBS
- 鄭佩蘭女士，BBS
- 鮑偉華先生，BBS（Mr. Peter John POWER, B.B.S.）
- Sir Colin Renshaw LUCAS，BBS

### 2015年
- 何俊賢議員，BBS
- 姚思榮議員，BBS
- 麥美娟議員，BBS，JP
- 李德康先生，BBS，MH，JP
- 吳錦津先生，BBS，MH，JP
- 陳雲生先生，BBS，MH，JP
- 溫悅昌先生，BBS，MH，JP
- 吳志榮先生，BBS，MH，JP
- 李家仁醫生，BBS，MH，JP
- 孫國林先生，BBS，MH，JP
- 陳黃麗娟博士，BBS，MH，JP
- 陳嘉敏女士，BBS，JP
- 朱蘭英女士，BBS，JP
- 施榮懷先生，BBS，JP
- 郁德芬博士，BBS，JP
- 梁蘇淑貞女士，BBS，JP
- 陳英儂博士，BBS，JP
- 麥業成先生，BBS，JP
- 黃仕進教授，BBS，JP
- 黃銘滔先生，BBS，JP
- 廖昭薰女士，BBS，JP
- 潘祖明博士，BBS，JP
- 蔡涯棉先生，BBS，JP
- 鄧佑財先生，BBS，JP
- 鄭恩基先生，BBS，JP
- 駱應淦先生，BBS，JP
- 吳貴雄先生，BBS，MH
- 周錦祥先生，BBS，MH
- 李有全先生，BBS
- 鄧慶業先生，BBS
- 伍澤連先生，BBS，MH
- 李賢義先生，BBS，MH
- 邱錦平先生，BBS，MH
- 鍾孟齊先生，BBS，MH
- 王少華女士，BBS
- 任詠華教授，BBS
- 伍崇正先生，BBS
- 施榮恆先生，BBS
- 容啟亮教授，BBS
- 袁錦華先生，BBS
- 馬正興醫生，BBS
- 張泰超先生，BBS
- 梁安琪女士，BBS
- 許奇鋒先生，BBS
- 郭譚玉英女士，BBS
- 陳文洲先生，BBS
- 馮家彬先生，BBS
- 黃良柏先生，BBS
- 黃敏利博士，BBS
- 鄭寶玲女士，BBS
- 蘇陳偉香女士，BBS

### 2016年
- 陳克勤議員，BBS，JP
- 鄭國漢教授，BBS，JP
- 張永森先生，BBS，MH，JP
- 黃建彬先生，BBS，MH，JP
- 黃碧嬌女士，BBS，MH，JP
- 陳有海先生，BBS，MH，JP
- 林家輝先生，BBS，JP
- 鍾港武先生，BBS，JP
- 龐愛蘭女士，BBS，JP
- 余國樑先生，BBS，MH，JP
- 胡兆英先生，BBS，MH，JP
- 陳國超博士，BBS，MH，JP
- 湯徫掄先生，BBS，MH，JP
- 楊偉誠先生，BBS，MH，JP
- 劉德華先生，BBS，MH，JP
- 鄧文彬先生，BBS，JP
- 王沛詩女士，BBS，JP
- 李金鴻先生，BBS，JP
- 姚祖輝先生，BBS，JP
- 孫少文博士，BBS，JP
- 梁世民醫生，BBS，JP
- 梁挺雄醫生，BBS，JP
- 莊創業先生，BBS，JP
- 莫樹聯先生，BBS，JP
- 陳建強醫生，BBS，JP
- 陳炳輝先生，BBS，JP
- 陳祖貽醫生，BBS，JP
- 馮宜萱女士，BBS，JP
- 黃鎮南先生，BBS，JP
- 楊國琦先生，BBS，JP
- 楊萬里先生，BBS，JP
- 劉佩瓊教授，BBS，JP
- 盧寵茂教授，BBS，JP
- 蘇偉文教授，BBS，JP
- 陳國華先生，BBS，MH
- 于善基先生，BBS，MH
- 文志華先生，BBS，MH
- 李蓮女士，BBS，MH
- 張溢良先生，BBS，MH
- 勞鍱珍女士，BBS，MH
- 黃㠶風先生，BBS，MH
- 鄧偉明先生，BBS，MH
- 林國華先生，BBS
- 何掌邦先生，BBS
- 何超蕸女士，BBS
- 何濼生教授，BBS
- 李君豪先生，BBS
- 沈仲平博士，BBS
- 周進華先生，BBS
- 苗樂文先生，BBS
- 張偉良先生，BBS
- 梁天偉教授，BBS
- 郭棟明先生，BBS
- 陳兆根博士，BBS
- 陳易希先生，BBS
- 陳素嫻女士，BBS
- 陳婉婷女士，BBS
- 黃俊康先生，BBS
- 劉光祥先生，BBS
- 韓秉華先生，BBS

### 2017年
- 葛珮帆議員，BBS，JP
- 劉業強議員，BBS，MH，JP
- 羅競成先生，BBS，MH
- 史立德博士，BBS，MH，JP
- 李漢雄先生，BBS，MH，JP
- 郭永強先生，BBS，MH，JP
- 陳偉能先生，BBS，MH，JP
- 葉玉如教授，BBS，MH，JP
- 鄭文聰先生，BBS，MH，JP
- 蘇祉祺博士，BBS，MH，JP
- 吳國强先生，BBS，JP
- 吳華江先生，BBS，JP
- 李國榮先生，BBS，JP
- 汪學寧工程師，BBS，JP
- 周伯展醫生，BBS，JP
- 林國基醫生，BBS，JP
- 姚　珏女士，BBS，JP
- 張國榮先生，BBS，JP
- 陳淑玲女士，BBS，JP
- 馮孝忠先生，BBS，JP
- 黃小雲女士，BBS，JP
- 黃家和先生，BBS，JP
- 黃順源先生，BBS，JP
- 雷鼎鳴教授，BBS，JP
- 蔡永忠先生，BBS，JP
- 謝展寰先生，BBS，JP
- 羅盛慕嫻女士，BBS，JP
- 李洪森先生，BBS，MH
- 趙資強先生，BBS
- 何顯明先生，BBS，MH
- 尤聲普先生，BBS，MH
- 吳安儀女士，BBS，MH
- 李慧詩女士，BBS，MH
- 周耀明先生，BBS，MH
- 梁　麟先生，BBS，MH
- 莊堅烈先生，BBS，MH
- 楊位醒先生，BBS，MH
- 吳歷山醫生，BBS
- 陳聰聰女士，BBS
- 羅鳳屏女士，BBS
- 甘博文博士，BBS
- 甘煥騰先生，BBS
- 吳瑞雲（吳雨）先生，BBS
- 李伯誠先生，BBS
- 李盛白先生，BBS
- 李繼堯醫生，BBS
- 杜彼得先生，BBS
- 林潤棠先生，BBS
- 邱吳惠平女士，BBS
- 梁立人先生，BBS
- 梁貫成教授，BBS
- 梁智達醫生，BBS
- 梁滿林先生，BBS
- 許樹昌教授，BBS
- 陳志明工程師，BBS
- 陳家歡女士，BBS
- 陳漢輝博士工程師，BBS
- 陳福祥博士工程師，BBS
- 陳耀華先生，BBS
- 黃惠芬女士，BBS
- 詹耀良先生，BBS
- 雷賢達先生，BBS
- 管浩鳴法政牧師，BBS
- 蔡加讚先生，BBS
- 黎廷瑤先生，BBS
- 韓國龍先生，BBS

### 2018年
- 陳恒鑌議員，BBS，JP
- 朱慶虹博士，BBS，JP
- 梁祖彬教授，BBS，MH，JP
- 莫仲輝先生，BBS，MH，JP
- 葉興國先生，BBS，MH，JP
- 雷兆輝醫生，BBS，MH，JP
- 羅乃萱女士，BBS，MH，JP
- 梁華勝先生，BBS，JP
- 盧永文先生，BBS，JP
- 李柏康先生，BBS，JP
- 黎潔廉醫生，BBS，JP
- 王德威先生，BBS，JP
- 李志苗女士，BBS，JP
- 李鋈麟先生，BBS，JP
- 林雲峯教授，BBS，JP
- 梁明娟醫生，BBS，JP
- 關治平工程師，BBS，JP
- 嚴玉麟先生，BBS，JP
- 龔栢祥先生，BBS，MH
- 余翠怡女士，BBS，MH
- 李文烈神父，BBS，MH（The Reverend Peter John NEWBERY, B.B.S., M.H.）
- 柯達權女士，BBS，MH
- 鄧錦雄先生，BBS，MH
- 羅行堂（羅家英）先生，BBS，MH
- 方叔華神父，BBS（Father Giosue BONZI, B.B.S.）
- 王力平先生，BBS
- 向玉璽工程師，BBS
- 利　乾博士，BBS
- 林惠霞女士，BBS
- 邱伯衡先生，BBS
- 查毅超博士，BBS
- 馬浩文先生，BBS
- 郭志潔女士，BBS
- 陳細潔女士，BBS
- 惠英紅女士，BBS
- 葉榮鉅先生，BBS
- 葉麗嫦醫生，BBS
- 黎婉姬女士，BBS，SC
- 龍劍雲先生，BBS
- 關家靜女士，BBS

### 2019年
- 吳永嘉議員，BBS，JP
- 張學修先生，BBS，MH，JP
- 陸　海女士，BBS，MH，JP
- 麥文浩先生，BBS，MH，JP（Mr. Manohar Narindas MELWANI, B.B.S., M.H., J.P.）
- 蔡關頴琴女士，BBS，MH，JP
- 戴耀華先生，BBS，MH，JP
- 鍾偉平先生，BBS，MH，JP
- 李細燕女士，BBS，JP
- 陶桂英女士，BBS，JP
- 王敏超先生，BBS，JP
- 吳國偉先生，BBS，JP
- 李鉅標工程師，BBS，JP
- 施榮忻先生，BBS，JP
- 范瑩孫醫生，BBS，JP
- 唐偉章教授，BBS，JP
- 夏雅朗博士，BBS，JP（Dr. Aron Hari HARILELA, B.B.S., J.P.）
- 高育賢女士，BBS，JP
- 陸慧玲女士，BBS，JP
- 程卓端醫生，BBS，JP
- 鄭卓標先生，BBS，JP
- 潘任惠珍女士，BBS，MH
- 顏尊廉先生，BBS，MH
- 譚惠珍女士，BBS，MH
- 伍志強先生，BBS，MH
- 李誠權先生，BBS，MH
- 郭志樑先生，BBS，MH
- 陳健彬先生，BBS，MH
- 羅犖銘先生，BBS，MH
- 丁新豹教授，BBS
- 王賢誌先生，BBS
- 李聖潑先生，BBS
- 林亮添先生，BBS
- 林家禮博士，BBS
- 徐永華先生，BBS
- 梁曼華女士，BBS
- 陳立銘先生，BBS
- 馮培漳先生，BBS
- 黃偉文工程師，BBS
- 黎啓生先生，BBS
- 戴德謙先生，BBS
- 羅莎莉女士，BBS（Mrs. Sally LO, B.B.S.）

### 2020年
- 彭韻僖女士，BBS，MH，JP
- 于健安先生，BBS，JP
- 林文輝先生，BBS，JP
- 施清流先生，BBS，JP
- 查逸超教授，BBS，JP
- 徐莉女士，BBS，JP
- 馬清楠先生，BBS，JP
- 區偉光先生，BBS，JP
- 梁永鏗教授，BBS，JP
- 陳南坡先生，BBS，JP
- 陳家殷先生，BBS，JP
- 黃邱慧清女士，BBS，JP
- 黃國先生，BBS，JP
- 黃錦沛先生，BBS，JP
- 廖漢輝博士，BBS，JP
- 趙國傑先生，BBS，JP
- 劉智鵬教授，BBS，JP
- 鄧家彪先生，BBS，JP
- 羅詠詩女士，BBS，JP
- 何漢權先生，BBS，MH
- 張仁康工程師，BBS，MH
- 楊子熙先生，BBS，MH
- 朱鼎健博士，BBS
- 何安達先生，BBS
- 李惠莉博士，BBS
- 梁建華先生，BBS
- 梁潤芝女士，BBS
- 莫海濤先生，BBS
- 陳百祥先生，BBS
- 陳鳳群女士，BBS
- 麥嘉為工程師，BBS
- 黃文仔先生，BBS
- 黃麗冰女士，BBS
- 葉鳯瓊女士，BBS
- 蔡榮星博士，BBS
- 盧毓琳教授，BBS
- 賴漢忠先生，BBS
- 霍炳林先生，BBS
- 鄺月心女士，BBS
- 羅凱栢先生，BBS

### 2021年
- 梁德華先生，BBS，MH
- 杜惠愷先生，BBS，JP
- 陳偉明先生，BBS，MH，JP
- 傅浩堅教授，BBS，MH，JP
- 鄧開荣先生，BBS，MH，JP
- 沈豪傑先生，BBS，JP
- 何作柱先生，BBS，JP
- 吳宗權先生，BBS，JP
- 李家駒博士，BBS，JP
- 李鑾輝先生，BBS，JP
- 唐躍峯先生，BBS，JP
- 梁宏正先生，BBS，JP
- 陳健平先生，BBS，JP
- 華雲生教授，BBS，JP
- 黃傑龍先生，BBS，JP
- 楊光艷女士，BBS，JP
- 葉傲冬先生，BBS，JP
- 劉麥嘉軒女士，BBS，JP
- 蘇彰德先生，BBS，JP
- 林玉珍女士，BBS，MH
- 王春輝先生，BBS，MH
- 莊任明先生，BBS，MH
- 莫華倫先生，BBS，MH
- 陳建業先生，BBS，MH
- 陳崇業先生，BBS，MH
- 馮翠屏女士，BBS，MH
- 錢曼娟女士，BBS，MH
- 張少猷工程師，BBS
- 謝冰心女士，BBS
- 文頴怡女士，BBS
- 何超鳳女士，BBS
- 區潔英女士，BBS
- 康陳翠華女士，BBS
- 梁慶儀女士，BBS
- 許葉明芳博士，BBS
- 陳毅生先生，BBS
- 彭慧冰博士，BBS
- 黃錦良先生，BBS
- 楊芷蘭女士，BBS
- 潘偉強工程師，BBS
- 簡嘉輝先生，BBS

### 2022年
- 趙式明女士，BBS，JP
- 許華傑先生，BBS，MH, JP
- 黃煥忠教授，BBS，MH, JP
- 樓家強先生，BBS，MH, JP
- 吳凱詩女士，BBS，JP
- 李民橋先生，BBS，JP
- 李偉彬工程師，BBS，JP
- 李惠光工程師，BBS，JP
- 李寶儀女士，BBS，JP
- 徐聯安博士，BBS，JP
- 崔康常博士，BBS，JP
- 張達棠先生，BBS，JP
- 陳海壽博士，BBS，JP
- 陳細明先生，BBS，JP
- 麥錦羅女士，BBS，JP (Ms Phyllis MCKENNA, JP）
- 黃江天博士，BBS，JP
- 楊育城先生，BBS，JP
- 葉成慶先生，BBS，JP
- 劉宇隆教授，BBS，JP
- 劉澤星教授，BBS，JP
- 潘永祥教授，BBS，JP
- 羅孔君女士，BBS，JP
- 龔楊恩慈女士，BBS，JP
- 何榮添博士，BBS，MH
- 李垂誼先生，BBS，MH
- 梁育榮先生，BBS，MH
- 馮玖教授，BBS，MH
- 鄧勵先生，BBS，MH (Mr Michael Scott TANNER, MH)
- 鄭兆康先生，BBS
- 賴雪芬女士，BBS
- 孔繁毅教授，BBS
- 王華宜女士，BBS
- 林超賢先生，BBS
- 林潞先生，BBS
- 張志雄醫生，BBS
- 梁志天先生，BBS
- 莫樹錦教授，BBS
- 彭潔玲女士，BBS
- 黃業強先生，BBS
- 慕容漢先生，BBS
- 蔡雨聖先生，BBS
- 鄭念泰先生，BBS
- 戴燕萍女士，BBS
- 譚鎮國先生，BBS
- Mr Peter William BURNETT，BBS

### 2023年
- Professor Christoffel Hendrik BRINK，BBS
- 毛錫強先生，BBS
- 王觀强先生，BBS，JP
- 甘秀雲博士，BBS，MH
- 何君堯議員，BBS，JP
- 何德心先生，BBS，MH
- 李民斌先生，BBS，JP
- 杜家駒先生，BBS，JP
- 曾安業先生，BBS
- 周錦威博士，BBS，MH
- 林建康先生，BBS，MH，JP
- 夏中建先生，BBS，MH
- 張少強先生，BBS，MH
- 張佩蓮女士，BBS，JP
- 梁家駒先生，BBS，JP
- 陳正欣博士，BBS，MH
- 陳錦榮先生，BBS，MH，JP
- 曾浩輝醫生，BBS
- 黃令衡先生，BBS，JP
- 黃仲翹博士，BBS，MH
- 楊奮彬先生，BBS，MH
- 葉中賢博士，BBS，JP
- 廖玉玲法官，BBS，JP
- 劉興華先生，BBS，MH，JP
- 潘國山先生，BBS，MH，JP
- 蔣翠雲女士，BBS，JP
- 盧金榮博士，BBS，JP
- 謝昌和先生，BBS，JP
- 羅嘉穗女士，BBS，MH
- 關百豪博士，BBS，JP

### 2024年
- 郭偉强議員，BBS，JP
- 邵家輝議員，BBS，JP
- 陳振英議員，BBS，JP
- 滕錦光教授，BBS，JP
- 陳曉峰先生，BBS，MH，JP
- 湯修齊先生，BBS，MH，JP
- 李萃珍女士，BBS，JP
- 周春玲女士，BBS，JP
- 邱詠筠女士，BBS，JP
- 韋安祖先生，BBS，JP（Mr Andrew Walter Bougourd Ross WEIR）
- 徐仕基工程師，BBS，JP
- 張廣軍先生，BBS，JP
- 梁健文先生，BBS，JP
- 陳念慈女士，BBS，JP
- 曾智明先生，BBS，JP
- 舒心博士，BBS，JP
- 蔡宏興先生，BBS，JP
- 鄺家陞工程師，BBS，JP
- 龐建貽先生，BBS，JP
- 司徒旭先生，BBS，MH
- 何毅強先生，BBS，MH
- 徐美雲女士，BBS，MH
- 梁鉅海先生，BBS，MH
- 黃敬文先生，BBS
- 巴雅博先生，BBS((Mr Apurv BAGRI)
- 呂耀東先生，BBS
- 余健南先生，BBS
- 李然博士，BBS
- 杜淦堃先生，BBS
- 沈向洋教授，BBS
- 周紹喜工程師，BBS
- 胡繼修先生，BBS
- 韋浩文先生，BBS
- 馬介欽博士，BBS
- 張綺薇女士，BBS
- 陳德義先生，BBS
- 陳黎惠蓮女士，BBS
- 劉洪文燕女士，BBS
- 盧錦倫先生，BBS

### 2025年
- 鄭泳舜議員，BBS，MH，JP
- 李鎮強議員，BBS，JP
- 陳紹雄議員，BBS，JP
- 霍啟剛議員，BBS，JP
- 林楚昭先生，BBS，MH，JP
- 黃春平先生，BBS，MH，JP
- 蔡黃玲玲女士，BBS，MH，JP
- 陳信禧先生，BBS，JP
- 王鳴峰博士，BBS，SC，JP
- 宋嘉桓先生，BBS，JP
- 李律仁先生，BBS，JP
- 周超常先生，BBS，JP
- 林秀生工程師，BBS，JP
- 區皚寧女士，BBS，JP
- 梁美儀教授，BBS，JP
- 莊家彬先生，BBS，JP
- 郭永亮先生，BBS，JP
- 黃燕儀女士，BBS，JP
- 楊德斌工程師，BBS，JP
- 楊耀輝先生，BBS，JP
- 董吳玲玲女士，BBS，JP
- 趙佩燕醫生，BBS，JP
- 顏建國先生，BBS，JP
- 潘志成先生，BBS，MH
- 李桂華先生，BBS，PMSM
- 蘇仲平先生，BBS，MH
- 釋寬運法師，BBS，MH
- 何宛淇女士，BBS
- 謝德樺先生，BBS
- 王忠巡先生，BBS
- 麥之駒先生，BBS
- 趙詠蘭女士，BBS
- 吳靜怡女士，BBS
- 容立仁先生，BBS
- 屠海鳴先生，BBS
- 張利平先生，BBS
- 張家亮工程師，BBS
- 符文靜女士，BBS
- 曾永樂先生，BBS
- 曾燈發先生，BBS
- 黃克強先生，BBS
- 黃敏華女士，BBS
- 翟美卿女士，BBS
- 鄧明慧女士，BBS
- 龍子健先生，BBS
- 龐董晶怡女士，BBS